# 渡辺一貴 (競輪選手)
渡辺 一貴（わたなべ かずたか、1964年11月22日 - ）は、元競輪選手。日本競輪学校第58期卒業。現役時は日本競輪選手会滋賀支部所属。師匠は南昇（25期）。

## 戦績
野球出身者であり、リトルシニア時代は全国大会で優勝を経験。宇治高校では、1982年に行われた第64回全国高等学校野球選手権大会にチームは出場。その後、近畿大学でも野球部に籍を置いた。その後、京都22期の木島健雄に弟子入りするが破門となる。
その後日本競輪学校に入学し在校競走成績9位（47勝）で卒業。1986年9月14日、大垣競輪場でデビューし9着。初勝利は同年10月20日の松戸競輪場。
1993年の全日本選抜競輪（青森競輪場・9着）と、2003年の高松宮記念杯競輪（大津びわこ競輪場・5着）で決勝に進出している。
2013年9月30日の四日市競輪場第11R・A級特選での1着を最後の競走として引退し、A1在位のまま10月3日選手登録消除。通算成績2228戦242勝。

## 弟子
- 櫻井紀佳（86期）
- 長尾博幸（87期）
- 白上翔（95期）
- 黒川茂高（97期）
- 渡辺大剛（実子・100期）